# ضريح أرسلان جاذب
ضريح أرسلان جاذب (بالفارسية: آرامگاه ارسلان جاذب) ضريح تاريخي يعود إلى القرن الحادي عشر الهجري، ويقع في مشهد. هذا المبنى هو قبر أرسلان جاذب.